# خوسيه مانويل مارتينيز
خوسيه مانويل مارتينيز فيرنانديز (بالإسبانية: José Manuel ("Chema") Martínez Fernández)‏ هو عداء مسافات طويلة إسباني ولد في يوم 22 أكتوبر 1971 في مدينة مدريد عاصمة إسبانيا، أبرز إنجازاته هو فوزه بالميدالية الذهبية في بطولة أوروبا لألعاب القوى 2002 في ميونخ في ألمانيا في سباق 10 ألف متر، كما فاز بالميدالية الفضية في بطولة أوروبا لألعاب القوى 2006 في غوتنبرغ في السويد، كما فاز بالميدالية الفضية في سباق الماراثون في بطولة أوروبا لألعاب القوى 2010 في برشلونة.

## روابط خارجية
- خوسيه مانويل مارتينيز على موقع الاتحاد الدولي لألعاب القوى (الإنجليزية)
- خوسيه مانويل مارتينيز على موقع الاتحاد الأوروبي لألعاب القوى (الإنجليزية)
- خوسيه مانويل مارتينيز على موقع اللجنة الأولمبية الدولية (الإنجليزية)
- خوسيه مانويل مارتينيز على موقع أوليمبيديا (الإنجليزية)